# West-Port-Morde
Als West-Port-Morde (englisch: West Port murders) werden die von William Burke und William Hare in den Jahren 1827 und 1828 in Edinburgh begangenen 16 Morde bezeichnet. Das Motiv der Täter war finanzieller Natur, die Leichen ihrer zu diesem Zweck getöteten Opfer verkauften sie als Anatomieleichen an das Edinburgh Medical College. Ihr Hauptkunde dort war Robert Knox.

## Historischer Hintergrund
Den historischen Hintergrund für diese Mordserie bildet der Umstand, dass im Vereinigten Königreich erst 1832 ein Gesetz erlassen wurde, das die Versorgung der Anatomen mit Leichen zu Studien- und Lehrzwecken auf eine rechtliche Grundlage stellte. Zuvor bewegte sich die sich entwickelnde Wissenschaft in einer rechtlichen Grauzone, wobei ihr Bedarf an Nachschub auch kriminelle Elemente wie Grabschänder oder, wie in diesem Fall, auch Mörder anzog.

## Vorgeschichte der Morde
Im Jahr 1827 waren Burke und seine Geliebte Helen MacDougal Dauermieter in der von Hare und seiner Frau Margaret betriebenen Pension in Edinburgh. Burke und Hare hatten sich möglicherweise als Kollegen kennengelernt, beide waren beim Union Canal angestellt gewesen. Nach Hares späterer Aussage kam ihnen die Idee zu ihrer Einkommensquelle, weil ein auf natürlichem Wege verstorbener Mieter ihm noch 4 £ an Miete schuldig war. Im November des Jahres entwendeten sie deshalb dessen Leichnam aus seinem Sarg und verkauften ihn für 7 £ an Knox. Danach gruben sie zunächst auf Friedhöfen frisch bestattete Tote aus.

## Mordserie
Weil die Nachfrage allein dadurch aber nicht befriedigt werden konnte, gingen sie zum Morden über. Ihre Opfer gehörten beiden Geschlechtern (sieben Frauen, drei Männer) an und kamen zumeist aus den unteren Gesellschaftsschichten. Burke entwickelte eine spezifische Methode der Tötung, das nach ihm benannte "Burking". Die Serie hielt elf Monate an.
Das erste Opfer war ein kranker Mieter Hares namens Joseph the Miller. Wenn es gerade keine kranken Mitbewohner gab, lockten sie Opfer von der Straße in die Pension. Zumeist waren diese bereits angetrunken. So erging es als erster der Rentnerin Abigail Simpson im Februar 1828. Weil ihre Leiche so frisch war, erhielten sie dafür 15 £. Darauf folgte wiederum ein Mieter, und danach lud Margaret Hare eine Frau in die angeschlossene Schankwirtschaft ein, machte sie mit Bier betrunken und schickte nach ihrem Gatten. Als Nächstes brachte Burke zwei Prostituierte namens Mary Patterson und Janet Brown mit. Letztere verließ die Herberge nach einem Streit zwischen Burke und MacDougal, und als sie zurückkehrte, sagte man ihr, ihre Kollegin sei mit Burke weggegangen. Am nächsten Morgen wurde Patterson von einigen Medizinstudenten wiedererkannt, möglicherweise, weil diese früher bereits ihre Dienste in Anspruch genommen hatten. Das nächste Opfer war eine Bekannte von Burke, eine Bettlerin, die Effie genannt wurde. Für ihre Leiche erhielten sie 10 £. Darauf folgte eine Frau, die Burke bei der Polizei ausgelöst hatte, indem er vorgab, sie zu kennen, und die nur Stunden später in der Anatomie abgeliefert wurde. Als Nächstes mussten eine alte Frau und ein tauber Junge sterben. Hare war zunächst gegen die Tötung des Kindes, Burke setzte sich jedoch durch. Der erzielte Preis betrug diesmal jeweils 8 £. Dann war Mrs. Ostler an der Reihe, eine weitere Bekannte von Burke. Auch MacDougals Verwandte Ann MacDougal wurde nicht verschont. Die ältere Prostituierte Mary Haldane sowie, als sie sich nach deren Verbleib erkundigte, deren Tochter Peggy folgten. Das Verschwinden dieser beiden Frauen blieb allerdings nicht unbemerkt, weil Mary Haldane eine wohlbekannte Persönlichkeit in der Nachbarschaft gewesen war. Noch besser bekannt war ein geistig zurückgebliebener junger Mann namens Daft Jamie. Dieser leistete Widerstand, so dass Burke und Hare ihn nur gemeinsam töten konnten. Seine Mutter begann sich nach ihm zu erkundigen, und als Knox seinen Leichnam am nächsten Morgen enthüllte, wurde der Junge von einigen Studenten wiedererkannt. Knox leugnete die Identität und begann die Sektion im Gesicht des Toten. Das letzte Opfer mit Namen Maggie Docherty lockte Burke ins Haus, indem er vorgab, seine Mutter trage ebenfalls den Namen Docherty und sei also möglicherweise mit ihr verwandt. Mit der Tatausführung musste er warten, bis die Mieter James und Ann Gray die Herberge verlassen hatten.

## Aufdeckung
In der Nacht, als dieses Ehepaar nicht zugegen war, hörten aber Nachbarn Kampfgeräusche. Ann Gray schöpfte am nächsten Tag Verdacht, als Burke sie nicht an ein Bett heranlassen wollte, in dem sie ihre Strümpfe vergessen hatte. Als die Grays am frühen Abend alleine im Haus waren, fanden sie Dochertys Leichnam unter diesem Bett. Auf ihrem Weg zur Polizei begegneten sie MacDougal. Diese versuchte sie erfolglos mit dem Angebot zu bestechen, ihnen 10 £ Schweigegeld jede Woche zu zahlen.
MacDougal und Margaret Hare alarmierten ihre Lebenspartner, denen es noch gelang, die Leiche vor dem Eintreffen der Polizei aus dem Haus zu schaffen. Im Verhör machten sie jedoch widersprüchliche Aussagen. Burke gab an, dass Docherty um sieben Uhr morgens gegangen sei, während MacDougal behauptete, sie sei am Abend aufgebrochen. Daraufhin wurden die beiden Männer festgenommen. Ein anonymer Hinweis führte die Ermittler in Knox’ Hörsaal, wo sie Dochertys Leiche fanden. James Gray identifizierte die Tote. Die Festnahme von MacDougal und Margaret Hare folgte alsbald danach.
Nachdem eine Edinburgher Zeitung am 6. November 1828 über die Vorgänge berichtet hatte, erfuhr Janet Brown davon, meldete sich bei der Polizei und konnte Mary Pattersons Kleidung identifizieren.

## Prozess

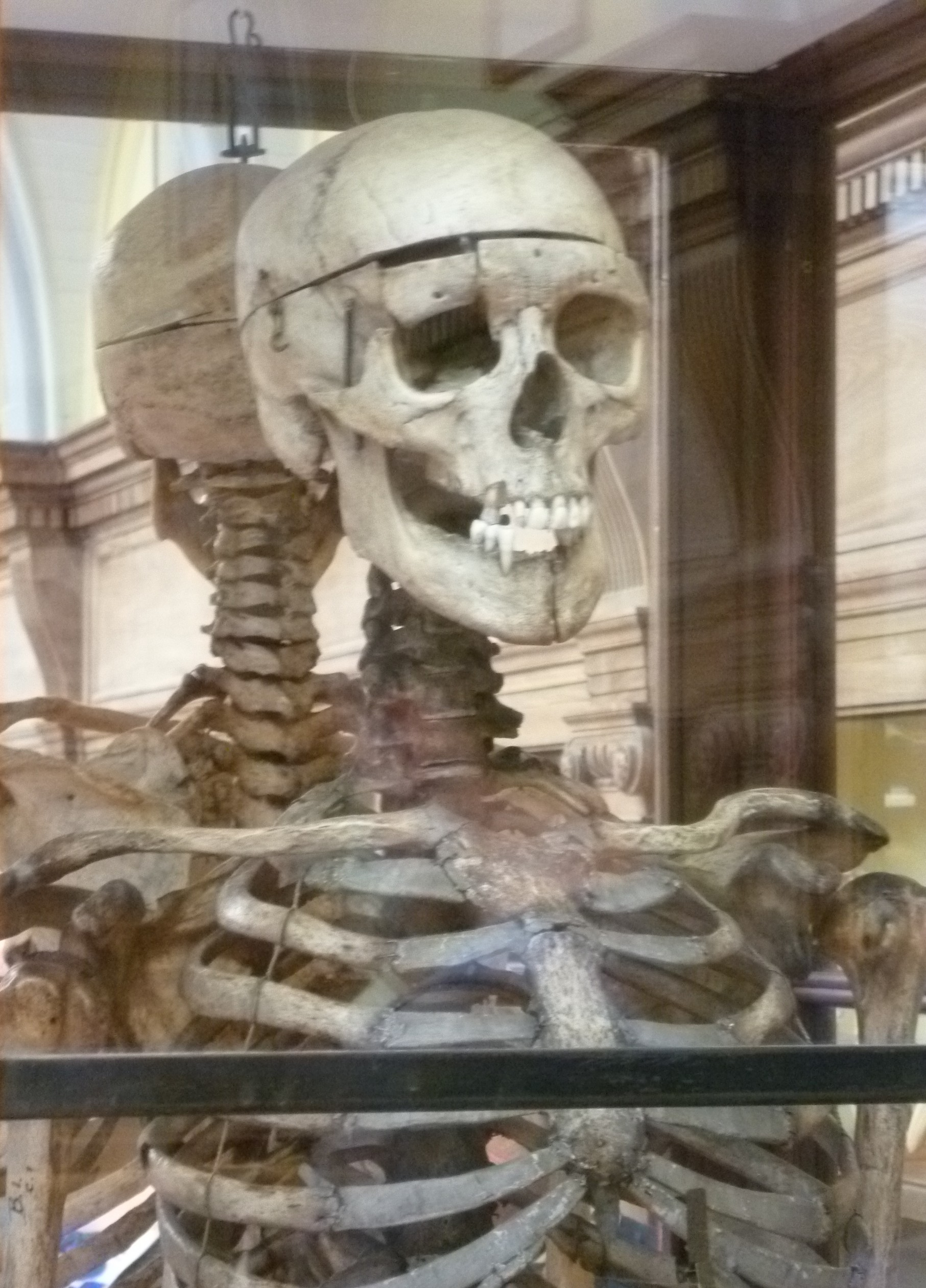
Burkes in der Anatomie erhaltenes Skelett

Da die Last der Beweise trotzdem nicht überwältigend war, bot der Schottische Chefankläger, Lord Advocate Sir William Rae Hare an, ihn nicht strafrechtlich zu verfolgen, wenn er gestehe und gegen Burke aussage. Hares Zeugenaussage führte zum Todesurteil gegen Burke im Dezember 1828. Am 28. Januar 1829 wurde Burke öffentlich gehängt. Anschließend wurde sein Leichnam durch Alexander Monro III. im anatomischen Saal der University of Edinburgh seziert. Seine Totenmaske wird im Royal College of Surgeons of Edinburgh aufbewahrt, ebenso eine angeblich aus seiner Haut angefertigte Brieftasche. Ein Notizbuch, dessen Einband aus demselben Material stammen soll, wird von der Edinburgher Polizei aufbewahrt. Sein Skelett befindet sich heute im Edinburgh University Museum. Helen MacDougal wurde freigelassen, da ihre Beteiligung an den Morden nicht erwiesen war. Trotz öffentlicher Empörung wurde Knox nicht angeklagt.

## Weiteres Schicksal der übrigen Beteiligten
Knox schwieg sich über seine Geschäfte mit Burke und Hare aus. Seine Popularität unter den Studenten litt jedoch. Seine Bewerbungen um andere Stellen innerhalb der Edinburgh Medical School wurden abgelehnt. Er wechselte an das Londoner Krebshospital und starb 1862.
Helen MacDougal kehrte zunächst in ihr Haus zurück und entging nur knapp dem Mob. Sie floh nach England, aber ihr Ruf eilte ihr voraus. Gerüchtehalber soll sie schließlich nach Australien ausgewandert und dort 1868 gestorben sein. Margaret Hare entging ebenfalls dem Lynchmob und kehrte angeblich nach Irland zurück.

## Politische Konsequenzen

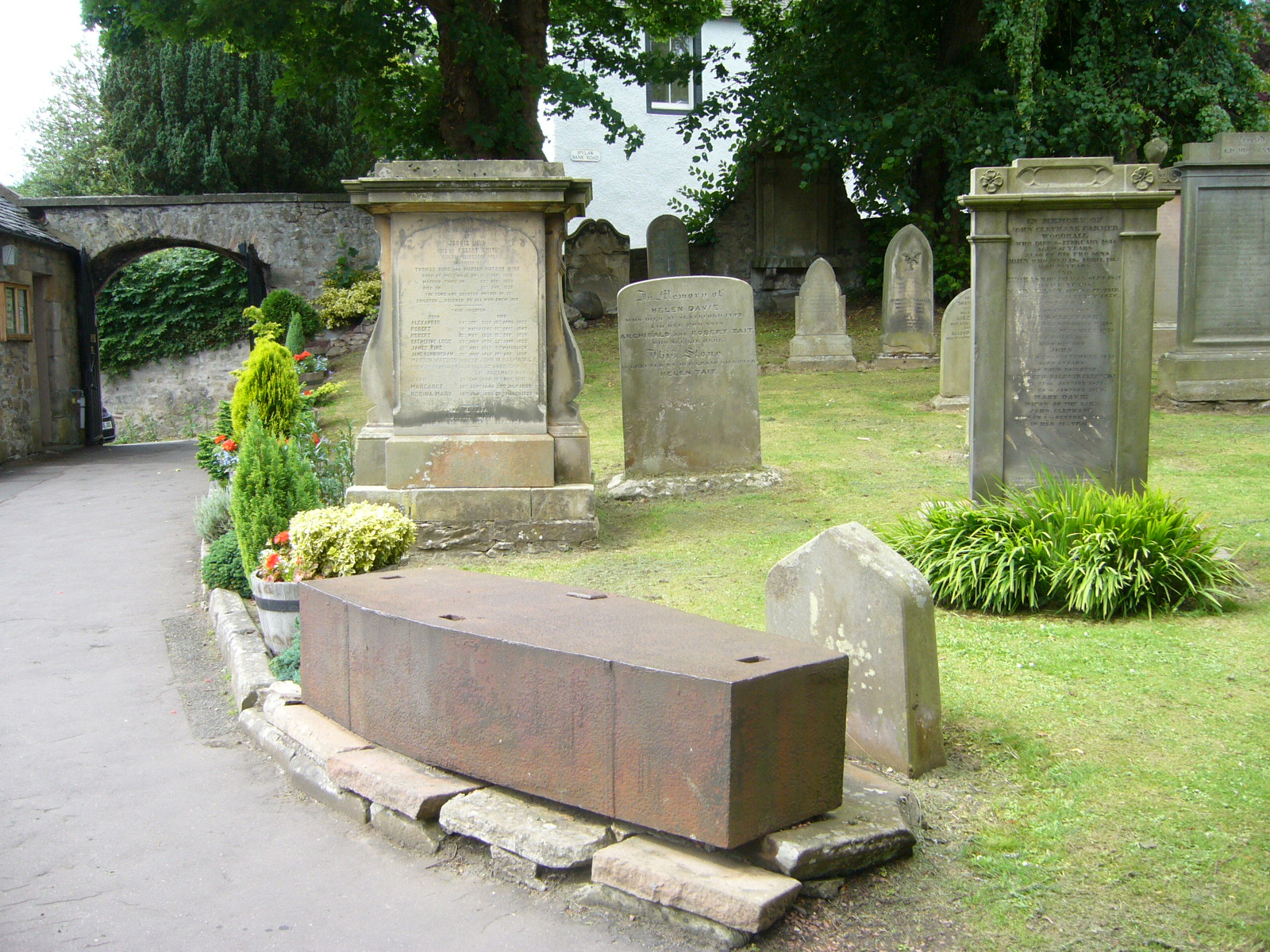
Sicherung gegen Leichenräuber durch Mortsafes in Colinton bei Edinburgh

Die Mordserie warf ein Schlaglicht auf die Zustände bei der Ärzteausbildung und trug wesentlich zum Erlass des Anatomy Act von 1832 bei. Dieses Gesetz erweiterte die legalen Möglichkeiten, an Leichen zu kommen, um den Anreiz für illegale Machenschaften zu beseitigen.
Das Lancet Editorial schrieb hierzu:

„Burke and Hare (…) heißt es, sind die wahren Urheber dieser Maßnahme, und was sonst nie von der Weisheit des Parlamentes sanktioniert worden wäre, ist durch seine Befürchtungen erzwungen worden (…) Besser wäre es gewesen, wenn diese Befürchtungen sich manifestiert hätten und umgesetzt worden wären, bevor sechzehn Menschen der Trägheit von Regierung und Legislative zum Opfer gefallen wären. Es erforderte keinen außergewöhnlichen Scharfsinn vorauszusehen, dass sich aus dem Zusammenspiel von Leichendieben und Anatomen, welches die Exekutive solange geduldet hat, unausweichlich die schlimmsten Konsequenzen ergeben mussten. Die Regierung ist zu einem hohen Grade mit verantwortlich für das Verbrechen, das sie durch ihre Nachlässigkeit ermöglicht und zu dem sie durch systematische Duldsamkeit sogar ermutigt hat.“

## Adaptionen
Drohungen mit einem Besuch seitens der beiden werden im angelsächsischen Sprachraum von manchen Eltern zur Disziplinierung widerspenstiger Kinder benutzt. Sie sind damit zu Kinderschreckfiguren geworden.
In einigen Abzählreimen werden ihre Namen auch von Kindern verwendet, wie etwa in dem folgenden:

„Up the close and down the stair, 

In the house with Burke and Hare. 

Burke’s the butcher, Hare’s the thief, 

Knox, the man who buys the beef.“

### Verfilmungen
Die Geschichte der Morde selbst wurde 1948 unter dem Arbeitstitel Crimes of Burke & Hare erstmals verfilmt. Die britische Filmzensurbehörde erachtete sein historisches Thema jedoch als zu beunruhigend und verlangte die Entfernung aller Bezüge auf Burke und Hare. Der Film wurde daher neu synchronisiert und unter dem Titel The Greed of William Hart herausgebracht. Der Originaltext ist aber für jeden in der Kunst des Lippenlesens offensichtlich. Weniger zimperlich war man mit der Verfilmung Burke & Hare aus dem Jahr 1972.
Eine weitere Verfilmung erschien 1960 unter dem Titel "Der Arzt und die Teufel" ("The Flesh and the Fiends"). Peter Cushing spielte darin Dr. Knox, Donald Pleasence William Hare.
Burke und Hare treten auch im Hammer-Film Dr. Jekyll und Sister Hyde aus demselben Jahr auf. 1985 führte Freddie Francis Regie bei einer weiteren Verfilmung mit dem Titel The Doctor and the Devils.
Irvine Welsh verfasste unter dem Titel The Meat Trade ein Drehbuch, das ursprünglich mit Robert Carlyle und Colin Firth unter der Regie von Antonia Bird verfilmt werden sollte.
Im Jahr 2010 verfilmte Regisseur John Landis den Stoff unter dem Titel Burke & Hare erneut, diesmal als Komödie mit schwarzem Humor. Simon Pegg und Andy Serkis übernahmen die Rollen von Burke und Hare.

### Sonstige Adaptionen
Das Hörspiel Medicinal Purposes – ein Spin-off der Fernsehserie Doctor Who – dreht sich ebenfalls um Burke und Hare.
Die zweite Staffel der US-Fernsehserie CSI enthält eine Folge mit dem Originaltitel „Burked“, in der jemand sehr ähnliche Taten begeht wie die Burkes und Hare.
Der Folkmusiker Robin Laing komponierte ein Lied Burke and Hare.
Die Folge Burke & Hare der zweiten Staffel der US-Serie Lore, beschäftigt sich ebenfalls mit den beiden Mördern.
Die schwarze Komödie Burke & Hare, geschrieben und inszeniert von Bruno Max, wurde am 28. September 2024 vom Theaterensemble Theater zum Fürchten im Scala-Theater in Wien uraufgeführt.